# Bruno V. Nordberg
Bruno V. Nordberg, född den 11 april 1857 i Helsingfors, död  30 oktober 1924 i Milwaukee, var en amerikanfinlandssvensk ingenjör och företagsledare som utförde sin karriär i USA där han grundade den framgångsrika Nordberg Manufacturing Company(en).
Nordberg växte upp i Björneborg, men gick gymnasiet vid Svenska lyceet i Helsingfors. År 1875 inskrevs han vid Polytekniska skolan med avsikt att bli maskinbyggare. Under studierna intresserade han sig för Corliss ångmaskin.
Efter avslutade studier vid Polytekniska skolan år 1879 begav sig Nordberg omedelbart till Buffalo N. Y. i Förenta staterna. 1880 begav han sig till Milwaukee, där han fick anställning vid E. P. Allis Company - som var den enda fabrik i western, som vid denna tid byggde Corlissmaskiner som Nordberg intresserat sig för vid studierna. 
Nordberg lämnade The Allis Company's tjänst år 1890 och grundade The Nordberg Manufacturing Company. Nordberg hade uppfunnit och patenterat en ångmaskinsregulator som han började tillverka. Senare upptog företaget tillverkningen av Corlissmaskiner och inrättade en mycket effektiv installation för detta ändamål. Marknadsläget var gynnsamt för företaget framgång. Firman utvecklades till att i praktiken ha monopol på ångmaskiner för gruvdrift och speciellt för lyftmaskiner.
Bland hedersbetygelser, som kommit Nordberg till del, kan nämnas, att han redan 1891 tilldelades guldmedalj för nyttiga uppfinningar av franska akademin, och senare utnämndes till Doctor of Engineering vid Universitetet i Michigan.
Nordbergs fader var kaptenen C.V. Nordberg och hans moder Doris Hintze. Sedan Nordberg infick giftermål med sin kusin, Helena Hintze, beslöt han sig för att kvarstanna i Amerika och uppgiva sin ursprungliga plan att återvända till hemlandet. I äktenskap föddes två söner, av vilka den ena avled redan vid 4 års ålder och den andra blev verkställande direktör vid The Nordberg Manufacturing Company.